# Övre Dammsjön
Övre Dammsjön är en sjö i Nora kommun i Västmanland och ingår i Norrströms huvudavrinningsområde. Sjöns area är 0,052 kvadratkilometer och den befinner sig 187 meter över havet.